# Andrés Molina Enríquez
Andrés Molina Enríquez (Jilotepec, 30 november 1865 - Toluca, 2 augustus 1940) was een Mexicaans econoom, socioloog, agrarist en politiek theoreticus.
Molina studeerde recht en sociologie in Toluca. Eerst werkte hij als journalist, maar later werd hij benoemd tot notaris. Nadat hij was aangewezen als notaris op het platteland, raakte hij geïnteresseerd in het systeem van de haciënda en merkte hij de sterke concentratie van het grondbezit op. In 1909 schreef hij het boek Las grandes problemas nacionales (De grote nationale problemen) waarin hij zijn ideeën over haciënda's en landhervorming uiteenzette. Hij beschouwde de haciënda als een feodaal reliek dat ervoor zorgde dat Mexico achterlijk bleef. Een groot deel van het vruchtbare land werd door hacendados niet benut, en het zorgde ervoor dat een groot deel van de bevolking in armoede leefde. Molina riep op tot het radicaal veranderen van de landbouwpolitiek, het opheffen van de haciënda's en het land verdelen onder de bevolking. Ook bekritiseerde hij president Porfirio Díaz die, hoewel hij van Mexico succesvol een natiestaat had gemaakt, een "moderne Augustus" was, die op papier het republikeinse systeem had behouden maar in feite een monarch was. Molina meende dat Díaz hiermee de traditie van de Spaanse vicekoningen voortzette, wat werkelijke vooruitgang in de weg stond. Ook benadrukte hij het belang van mestizaje.
Aanvankelijk werden zijn ideeën weggehoond, maar een jaar later werden ze plotseling actueel toen de Mexicaanse Revolutie uitbrak. Molina probeerde alle partijen over te halen landhervorming op de agenda te zetten. In 1911 proclameerde hij het Plan van Texcoco, waarin hij opriep tot omverwerping van interim-president Francisco León de la Barra en tot het opheffen van de haciënda's. Zijn opstand mislukte en hij werd gevangengezet. Een jaar later werd hij door de nieuwe president Francisco I. Madero vrijgelaten. Molina's ideeën zijn onlosmakelijk verbonden met de Mexicaanse Revolutie. Molina's opvattingen over land klinken door in de agrarische wet van 1915 en zeker grondwetsartikel 27 van de Mexicaanse grondwet van 1917 waarin definitief een einde werd gemaakt aan de haciënda's, en de mogelijkheid werd gegeven tot het vormen van ejidos, gronden die gemeenschappelijk eigendom zijn. Desalniettemin verzette Molina zich tegen de manier waarop het nieuwe landsysteem was ingericht. Molina zag liever dat het toebedelen en besturen van de gemeenschappelijke gronden lokaal werd bepaald in plaats van nationaal. Hij vreesde (terecht) dat het systeem zo misbruikt zou worden, en dat grond zou werden uitgedeeld of onthouden als beloning of straf.
Na de revolutie werd Molina tot hoofd van het nationale bureau voor de statistiek benoemd. Hij overleed in 1940.
- Bibliothèque nationale de France: cb12109493q (data)
- Gemeinsame Normdatei: 119206935
- International Standard Name Identifier: 0000 0001 1737 8454
- Library of Congress Control Number: n84801141
- Nationale Bibliotheek van Israël: 987007456544605171
- Nederlandse Thesaurus van Auteursnamen: 112144942
- Système universitaire de documentation: 029475449
- Virtual International Authority File: 3275605
- WorldCat: E39PBJwmQcmcjQVBJ37qch7CQq